# Prut
Prut (ukrainska: Прут) är en 953 km lång biflod till Donau. Den rinner upp i Karpaterna i västra Ukraina, rinner sedan mot sydost och ansluter sig till Donaunära Reni, öster om Galați. Under antiken var den känd som Pyretus eller Porata.  I en del av sitt lopp utgör den Rumäniens gräns mot Moldovien och Ukraina.
Före 1940 och Sovjetunionens ockupation av Bessarabien och norra Bukovina rann den nästan helt i Rumänien. Idag utgör floden 711 km av gränsen mellan Rumänien och Moldavien. Den största staden längs Prut är Tjernivtsi (Cernăuţi) i Ukraina.
Av historisk betydelse är freden vid Prut, som tsar Peter I (den store) av Ryssland tvingades ingå den 23 juli 1711, sedan hans styrkor blivit inneslutna av de osmanska styrkorna vid den lilla staden Husi.